# Соболев, Денис Михайлович
Денис Михайлович Соболев (род. 1971, Ленинград) — израильский писатель

, культуролог, поэт, эссеист, публицист; доктор философии, профессор кафедры ивритской и сравнительной литературы Хайфского университета.

## Биография
Родился в Ленинграде. Выпускник школ № 157 (гимназии принцессы Ольденбургской) и 239 (Анне Шуле). С 1991 года живёт в Израиле.

## Научная и творческая деятельность
Автор десяти книг, рассказов, стихов, эссе и десятков научных статей, опубликованных в Израиле, России, Украине, США, Англии, Германии, Франции, Нидерландах, Польше и Бразилии. Соболев — автор книг Тропы (1999, 2017), Иерусалим (2005), Res Judaica (2007), Евреи и Европа (2008), фундаментальной работы The Concepts Used to Analyze ‘Culture’: A Critique of Twentieth-Century Ways of Thinking (2010), The Split World of Gerard Manley Hopkins: An Essay in Semiotic Phenomenology (2011), Легенды горы Кармель: Четырнадцать историй о любви и времени (2016), Пробуждение (2019), Через (2020), На пороге (2020) и Воскрешение (2022).
Его роман «Иерусалим» был включен в «короткий список» премии Русский Букер за 2006 год. Роман «Легенды горы Кармель: Четырнадцать историй о любви и времени» — номинирован на премию Национальный бестселлер и АБС-премию (премию им. Аркадия и Бориса Стругацких). Роман «Воскрешение» - номирирован на премию Ясная поляна.
По-английски печатается под именем Dennis Sobolev. Занимается английским модернизмом и общей теорией культуры. Член редколлегий и редакционных советов журналов «Вопросы литературы», «22», «Иерусалимский журнал», «Артикль», «Дапим», «Международного журнала исследований культуры» (International Journal of Cultural Research), «Практики и интерпретации», «Iudaica Russica» и «Журнал интегративных исследований культуры».
В 2021 году избран почетным членом Союза писателей СПб.

## Книги
- Тропы. Иерусалим, 1999; Екатеринбург, М., 2017.
- Иерусалим. Ростов-на-Дону: Феникс, 2005.
- Res Judaica. Киев: Центр исследований истории и культуры восточноевропейского еврейства, 2007.
- Евреи и Европа. М.: Текст, 2008.
- The Concepts Used to Analyze ‘Culture’: A Critique of Twentieth-Century Ways of Thinking (Великобритания, США), 2010.
- The Split World of Gerard Manley Hopkins: An Essay in Semiotic Phenomenology (США), 2011.
- Легенды горы Кармель: Четырнадцать историй о любви и времени. СПб: Геликон Плюс, 2016.
- Пробуждение, Артикль 42-43 (2019).
- Через. СПб: Геликон Плюс, 2020.
- На пороге. Нева 9 (2020), с. 6-90.
- Воскрешение. Новое Литературное Обозрение, 2022.